# Mont-lès-Neufchâteau
Mont-lès-Neufchâteau – miejscowość i gmina we Francji, w regionie Grand Est, w departamencie Wogezy.
Według danych na rok 1990 gminę zamieszkiwały 244 osoby, a gęstość zaludnienia wynosiła 21 osób/km² (wśród 2335 gmin Lotaryngii Mont-lès-Neufchâteau plasuje się na 803. miejscu pod względem liczby ludności, natomiast pod względem powierzchni na miejscu 497.).